# Русько-Полянська сільська рада
Ру́сько-Поля́нська сільська́ ра́да — адміністративно-територіальна одиниця та орган місцевого самоврядування в Черкаському районі Черкаської області. Адміністративний центр — село Руська Поляна.

## Загальні відомості
- Населення ради: 7 908 осіб (станом на 2001 рік)

## Населені пункти
Сільській раді підпорядковані населені пункти:
- с. Руська Поляна

## Склад ради
Рада складається з 30 депутатів та голови.
- Голова ради: Гриценко Олег Григорович
- Секретар ради: Бондаренко Ірина Григорівна

### Керівний склад попередніх скликань
| Прізвище, ім'я, по батькові | Основні відомості                                                 | Дата обрання | Дата звільнення |
| --------------------------- | ----------------------------------------------------------------- | ------------ | --------------- |
| Шапран Андрій Михайлович    | Сільський голова, 1948 року народження, освіта вища, безпартійний | 26.03.2006   | 31.10.2010      |
| Шапран Андрій Михайлович    | Сільський голова, 1948 року народження, освіта вища, безпартійний | 31.10.2010   |                 |

Примітка: таблиця складена за даними сайту Верховної Ради України

### Депутати
За результатами місцевих виборів 2010 року депутатами ради стали:

#### За суб'єктами висування
| Суб'єкт висування | Кількість обраних депутатів | %    |
| ----------------- | --------------------------- | ---- |
| Самовисування     | 20                          | 66,7 |
| Партія регіонів   | 10                          | 33,3 |

#### За округами
| № округу        | Прізвище, ім'я, по батькові    | Дата визнання обраним | Освіта             | Партійна приналежність                        | Відомості про обраного депутата                                                     |
| --------------- | ------------------------------ | --------------------- | ------------------ | --------------------------------------------- | ----------------------------------------------------------------------------------- |
| Партія регіонів |                                |                       |                    |                                               |                                                                                     |
| 9               | Нуянзіна Галина Семенівна      | 05.11.2010            | середня спеціальна | член Партії регіонів                          | Руськополянська сільська рада, головний бухгалтер                                   |
| 10              | Дячков Олександр Васильович    | 05.11.2010            | середня            | член Партії регіонів                          | приватний підприємець                                                               |
| 12              | Кладко Валентина Миколаївна    | 05.11.2010            | середня спеціальна | член Партії регіонів                          | Руськополянська сільська рада, начальник військово-облікового столу                 |
| 15              | Боковня Надія Борисівна        | 05.11.2010            | середня спеціальна | член Партії регіонів                          | СТОВ «Зоря», завідувачка їдальні                                                    |
| 16              | Міняйло Сергій Вікторович      | 05.11.2010            | середня            | член Партії регіонів                          | приватний підприємець                                                               |
| 20              | Малюта Антоніна Іванівна       | 05.11.2010            | середня            | член Партії регіонів                          | Руськополянська сільська рада, заступник голови                                     |
| 23              | Дейнека Євдокія Антонівна      | 05.11.2010            | середня            | член Партії регіонів                          | пенсіонер                                                                           |
| 27              | Бондаренко Ірина Григорівна    | 05.11.2010            | вища               | член Партії регіонів                          | Руськополянська сільська рада, секретар виконкому                                   |
| 28              | Зольдін Фелікс Дмитрович       | 05.11.2010            | середня спеціальна | член Партії регіонів                          | приватний підприємець                                                               |
| 30              | Колесніченко Жорж Васильович   | 05.11.2010            | середня            | член Партії регіонів                          | приватний підприємець                                                               |
| Самовисування   |                                |                       |                    |                                               |                                                                                     |
| 1               | Стеценко Іван Юрійович         | 05.11.2010            | середня спеціальна | член Всеукраїнського об'єднання «Батьківщина» | Газорозподіл газ станція «Дубіївка», оператор                                       |
| 2               | Зінченко Віктор Іванович       | 05.11.2010            | середня спеціальна | член Народного Руху України                   | Фермерське господарство «Віктор і Я», голова                                        |
| 3               | Сокуренко Лідія Миколаївна     | 05.11.2010            | середня спеціальна | член Всеукраїнського об'єднання «Батьківщина» | КЗ "ОДПС «Руська Поляна», офіціант                                                  |
| 4               | Нелез Володимир Володимирович  | 05.11.2010            | середня спеціальна | позапартійний                                 | Черкаське лісове господарство, старший майстер Дубіївка                             |
| 5               | Гладун Юлія Іванівна           | 05.11.2010            | середня спеціальна | позапартійна                                  | Руськополянська філія «Ощадбанку», контролер-касир                                  |
| 6               | Ненада Микола Миколайович      | 05.11.2010            | середня            | позапартійний                                 | пенсіонер                                                                           |
| 7               | Борисенко Сергій Дмитрович     | 05.11.2010            | середня            | член Всеукраїнського об'єднання «Батьківщина» | АТ «Арт», водій                                                                     |
| 8               | Сарапін Микола Миколайович     | 05.11.2010            | вища               | член Народної партії                          | СТОВ «Зоря», головний агроном                                                       |
| 11              | Рудь Любов Андріївна           | 05.11.2010            | середня спеціальна | позапартійна                                  | Д/с. «Світлячок», помічник вихователя                                               |
| 13              | Пономаренко Іван Іванович      | 05.11.2010            | вища               | позапартійний                                 | пенсіонер                                                                           |
| 14              | Гладун Юрій Дмитрович          | 05.11.2010            | середня            | позапартійний                                 | приватний підприємець                                                               |
| 17              | Боковня Петро Петрович         | 05.11.2010            | середня            | позапартійний                                 | тимчасово не працює                                                                 |
| 18              | Гнідаш Микола Лукович          | 05.11.2010            | середня            | позапартійний                                 | КПТМ Черкаськогорайону, оператор газ.котельні                                       |
| 19              | Шевченко Любов Василівна       | 05.11.2010            | середня            | позапартійна                                  | Руськополянський БК, директоор                                                      |
| 21              | Майборода Василь Іванович      | 05.11.2010            | середня            | позапартійний                                 | приватний підприємець                                                               |
| 22              | Фіалковська Марія Миколаївна   | 18.03.2012            | середня            | позапартійна                                  | Русько-Полянська сільська рада, інспектор військово-облікового та паспортного столу |
| 24              | Шейкевич Володимир Миколайович | 05.11.2010            | середня            | член Всеукраїнського об'єднання «Батьківщина» | Дахнівське лісниц. Черк. ДЛП, майстер лісу                                          |
| 25              | П'ятун Катерина Іванівна       | 05.11.2010            | вища               | член Всеукраїнського об'єднання «Батьківщина» | Руськополянська загальноосвітня школа № 2, вчитель                                  |
| 26              | Гапоненко Людмила Михайлівна   | 05.11.2010            | вища               | позапартійна                                  | приватний підприємець                                                               |
| 29              | Пономаренко Інна Олексіївна    | 05.11.2010            | вища               | позапартійна                                  | Руськополянська загальноосвітня школа № 1, вчитель                                  |